# Rio Bandeirantes do Norte
Rio Bandeirantes do Norte är ett vattendrag i Brasilien.   Det ligger i delstaten Paraná, i den södra delen av landet, 900 km sydväst om huvudstaden Brasília.
Omgivningarna runt Rio Bandeirantes do Norte är en mosaik av jordbruksmark och naturlig växtlighet. Runt Rio Bandeirantes do Norte är det ganska tätbefolkat, med 58 invånare per kvadratkilometer.